# Pietra dura

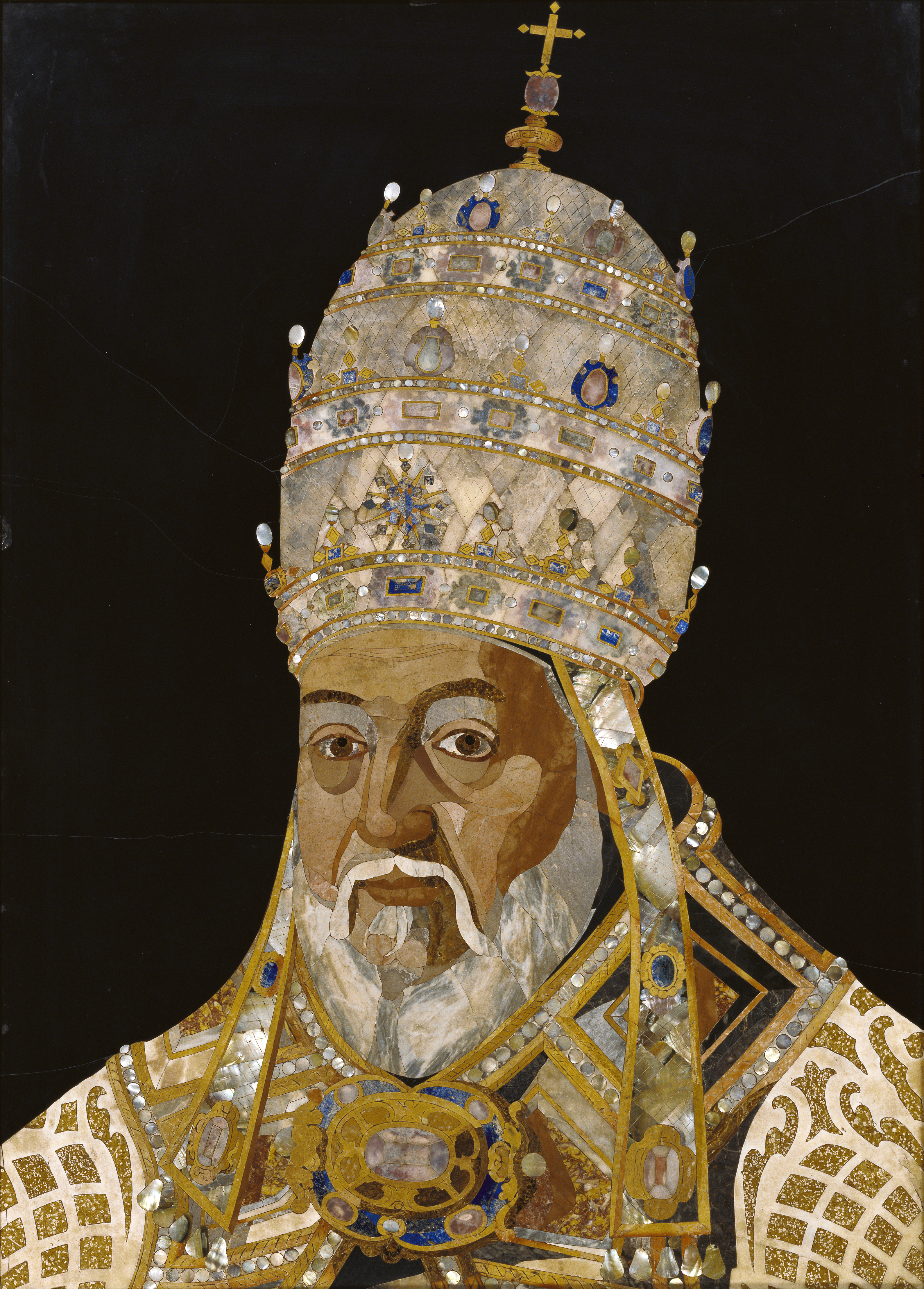
Porträt des Papstes Clemens VIII, 1600–1601

Pietra dura (it. „harter Stein“) – „Florentiner Mosaik“, die Kunst der Verlegung von Bildern und Ornamenten aus Plättchen aus harten Steinsorten (Achat, Chalcedon, Jaspis, Lapis lazuli, sowie Perlmutt und Koralle).
Anders als im Falle der klassischen Mosaikkunst aus bunten Würfeln oder Stiften, verwendet das Pietra-dura-Verfahren genau angepasste Formstücke, die den größeren Fragmenten der Komposition entsprechen. Als Klebstoff dient Mastixkitt. Fertige Mosaiken werden spiegelglatt geschliffen. So entstehen besonders widerstandsfähige, dauerhafte dekorative Oberflächen. Die Blüte des Pietra-dura-Handwerks entfiel auf das 16. Jahrhundert, insbesondere in Florenz. Auch in unseren Zeiten werden in Florenz kleine Souvenirs aus Pietra dura hergestellt. In Florenz in der via degli Alfani 78 befindet sich das Museo dell’Opificio delle Pietre Dure, mit einer Werkstatt, die den Besuchern die Herstellung der Kunstwerke zeigt.
Das Verfahren findet sich aber nicht nur in Italien, sondern gelangte bis nach Indien. Auch das Taj Mahal wurde auf diese Weise verziert.

## Galerie

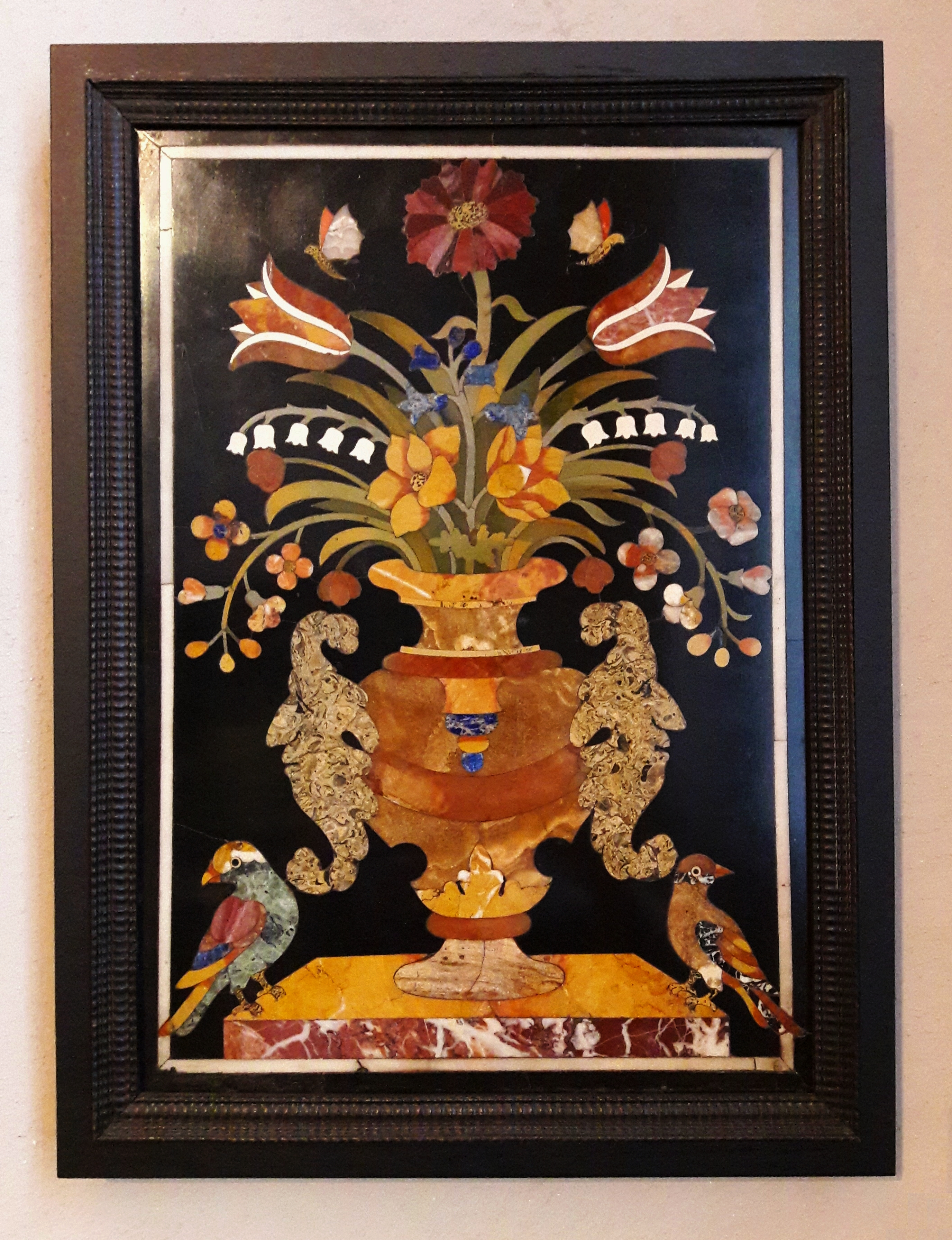
Pietra-dura-Bild mit Blumenvase und Vögeln, um 1620, Florenz oder Prag. Bayerisches Nationalmuseum, München
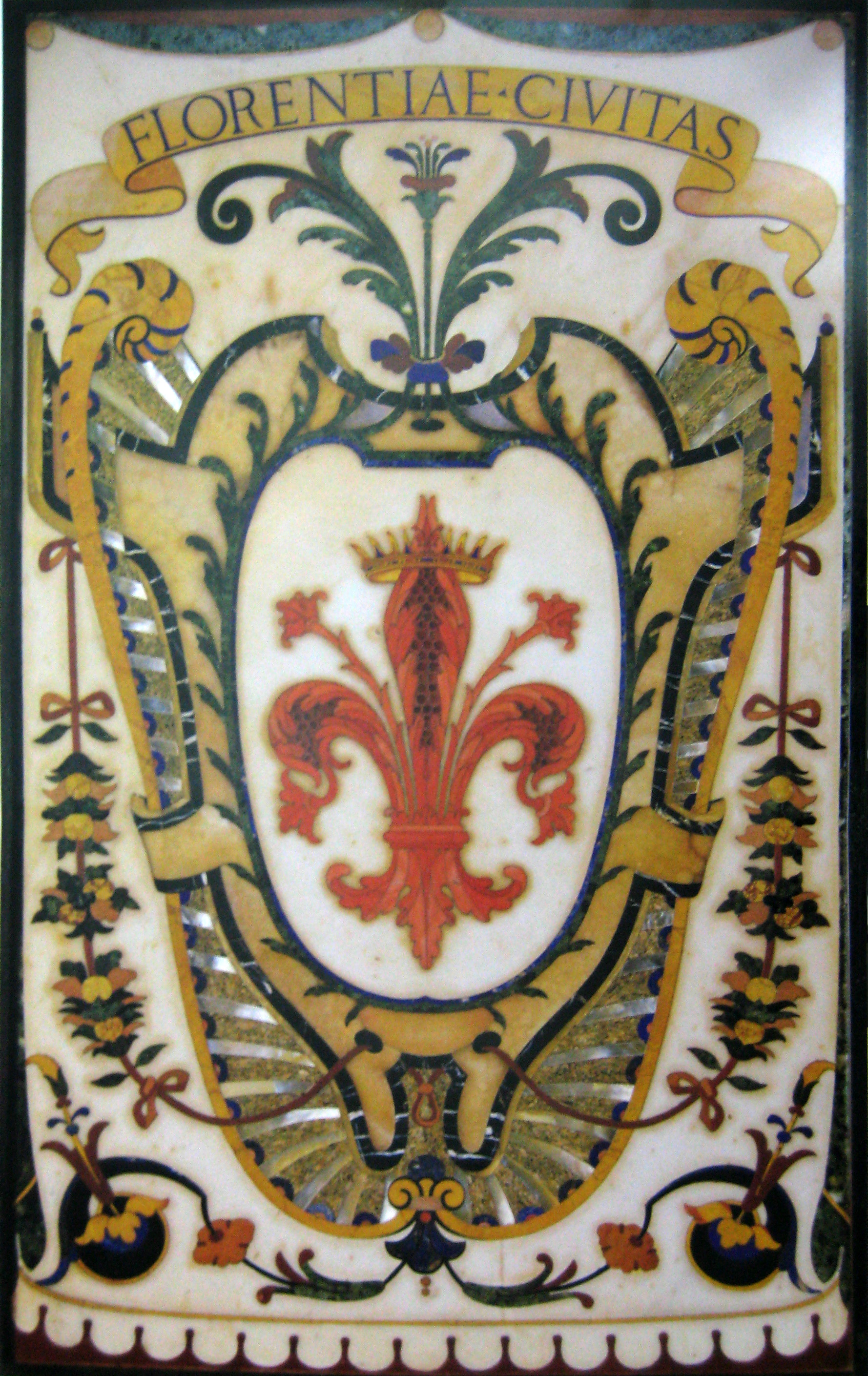
Mosaik aus der Medici-Kapelle, Florenz
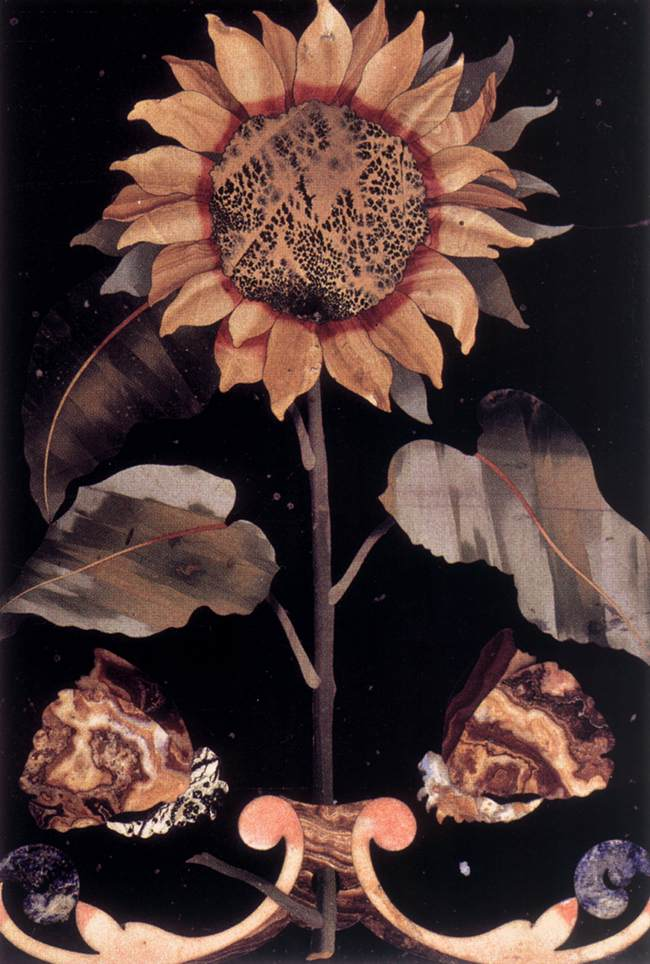
Sonnenblume in Pietra dura, Anonymus 1664. Opificio delle pietre dure, Florenz

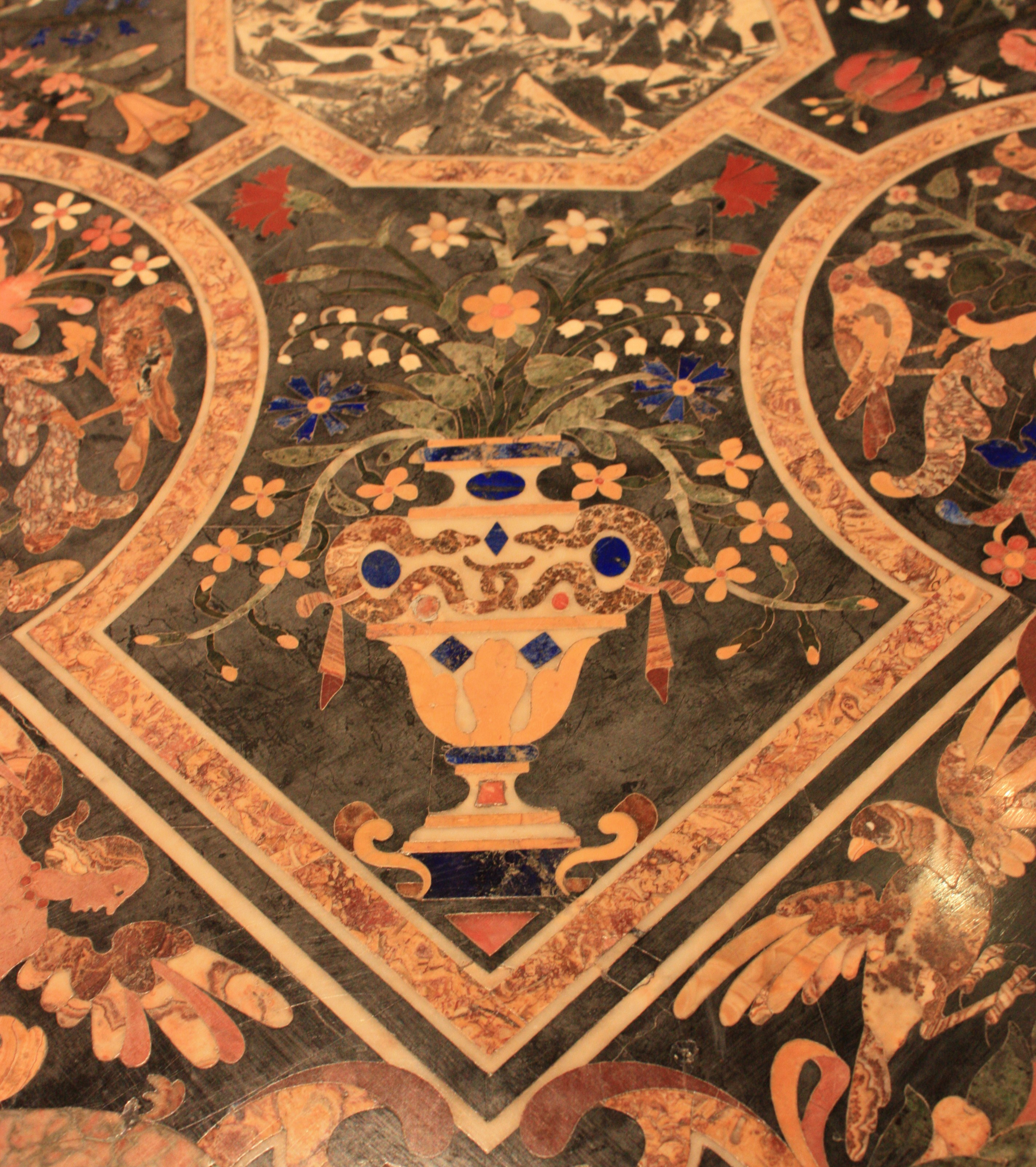
Pietra-dura-Tischplatte, Florenz um 1620. Victoria and Albert Museum
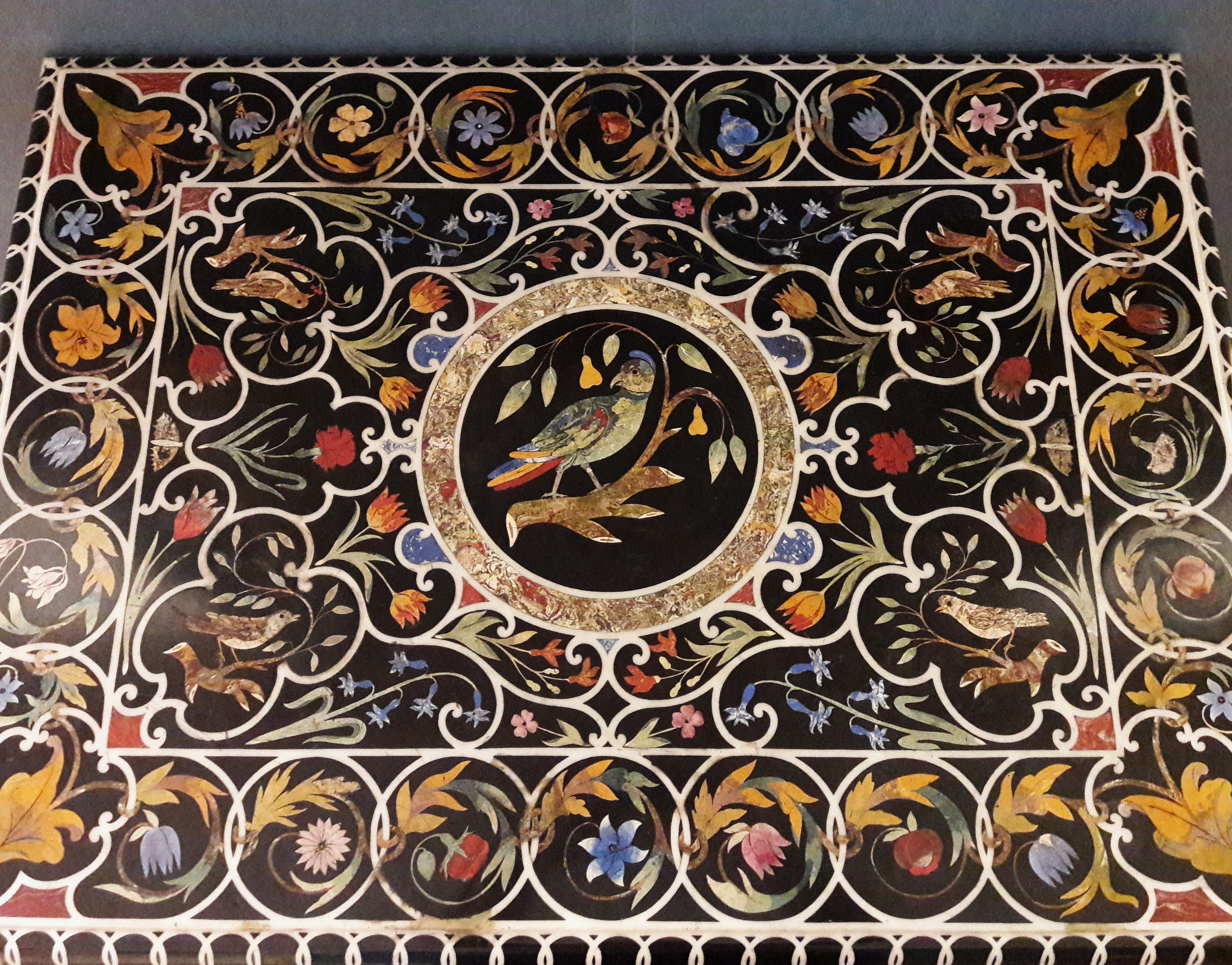
Pietra-dura-Tischplatte mit Papagei auf Birnbaumzweig im Zentrum, Italien, 1. Viertel des 18. Jahrhunderts. Warschauer Königsschloss

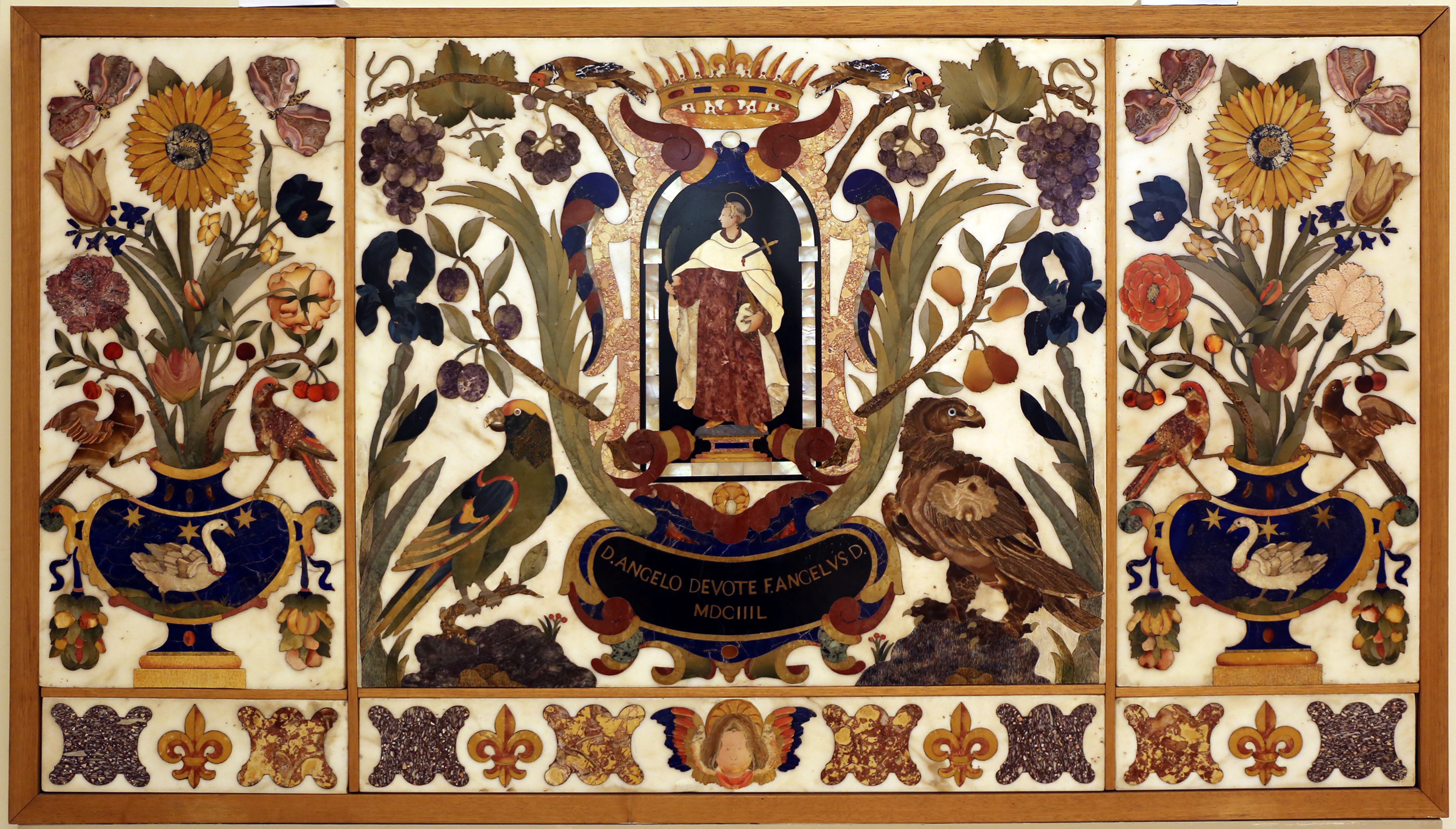
Altar-Antependium mit dem heiligen Angelus, Blumen, Früchten und Vögeln, 1647, Florenz
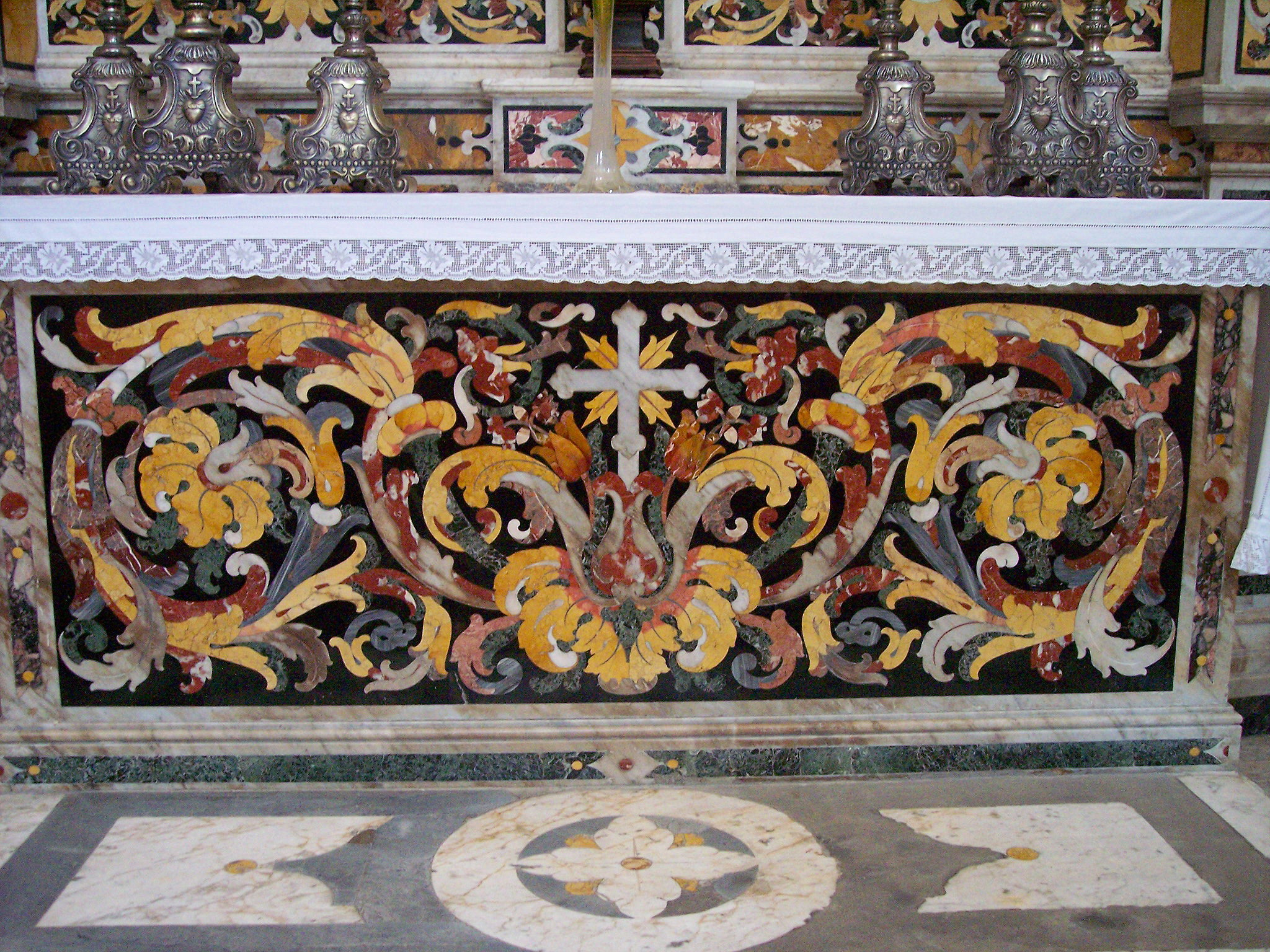
Antependium des Altars in der Kathedrale von Dubrovnik

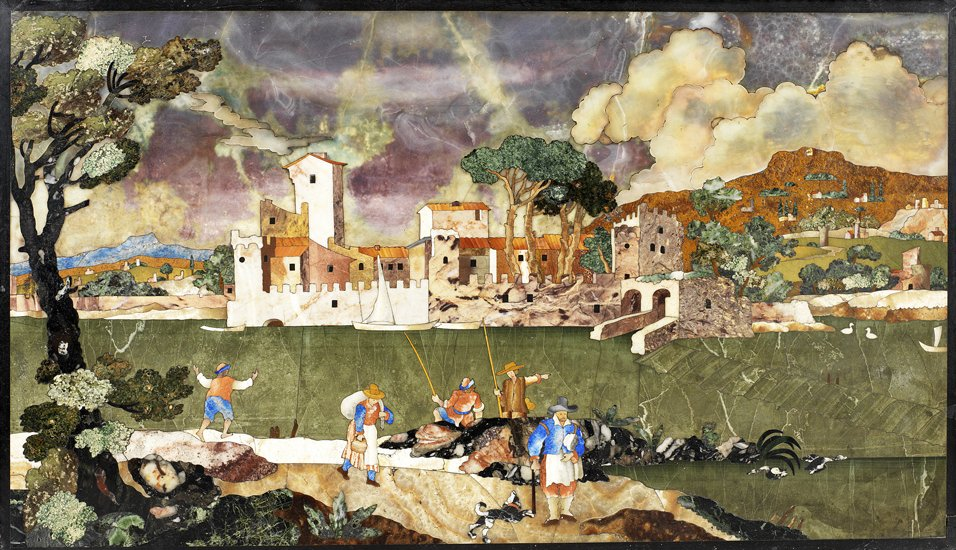
Landschaftsbild in Pietra dura, 17. Jahrhundert. Großherzogliche Werkstätten, Florenz (zugeschrieben)
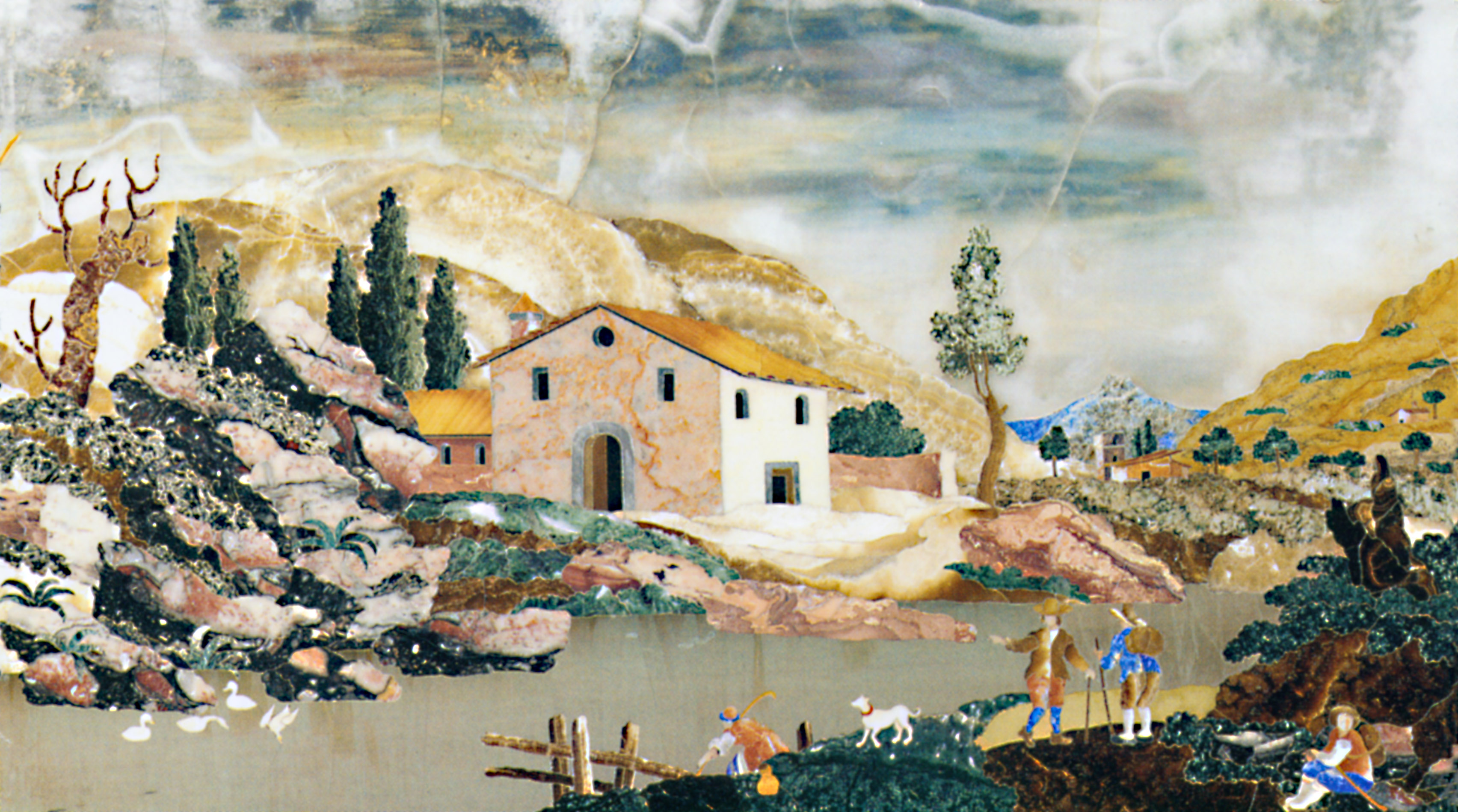
Pietra-dura-Landschaft von Baccio Cappelli, frühes 18. Jahrhundert

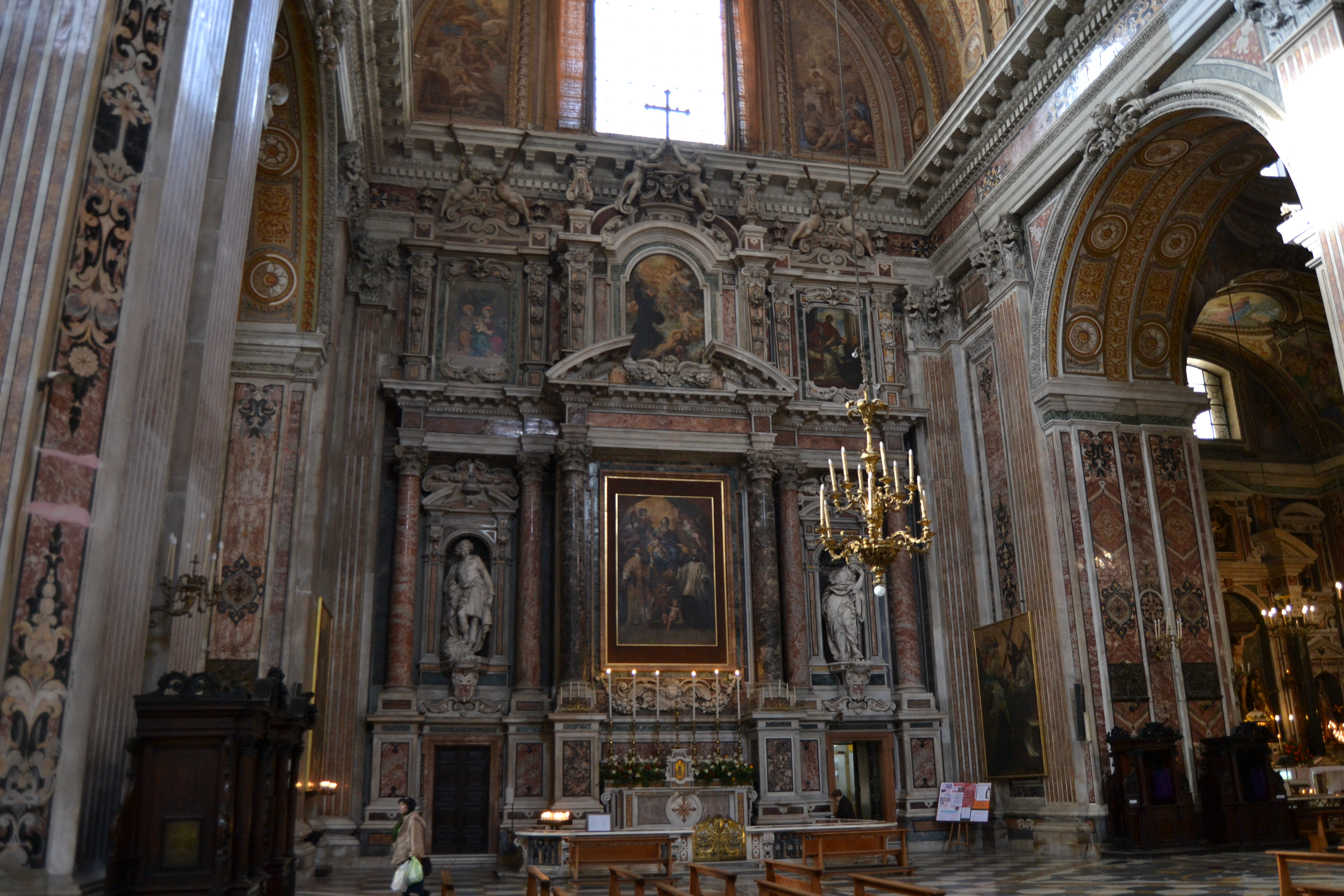
Capellone di Sant’Ignazio di Loyola in der Kirche Gesù Nuovo, Neapel. Marmorarbeiten von Cosimo Fanzago (1591–1678)
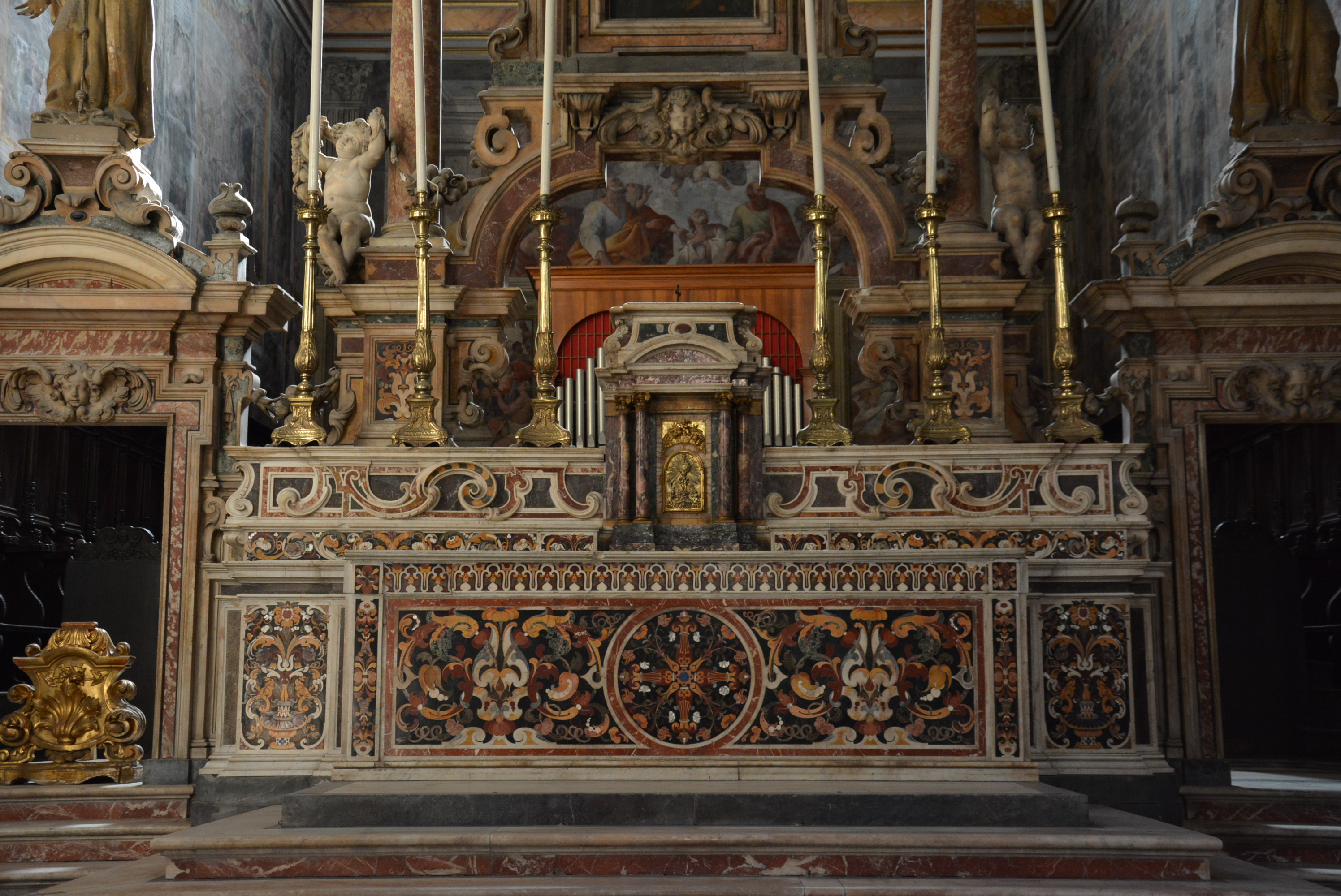
Hauptaltar der Kirche Santa Maria la Nova (Neapel), von Cosimo Fanzago
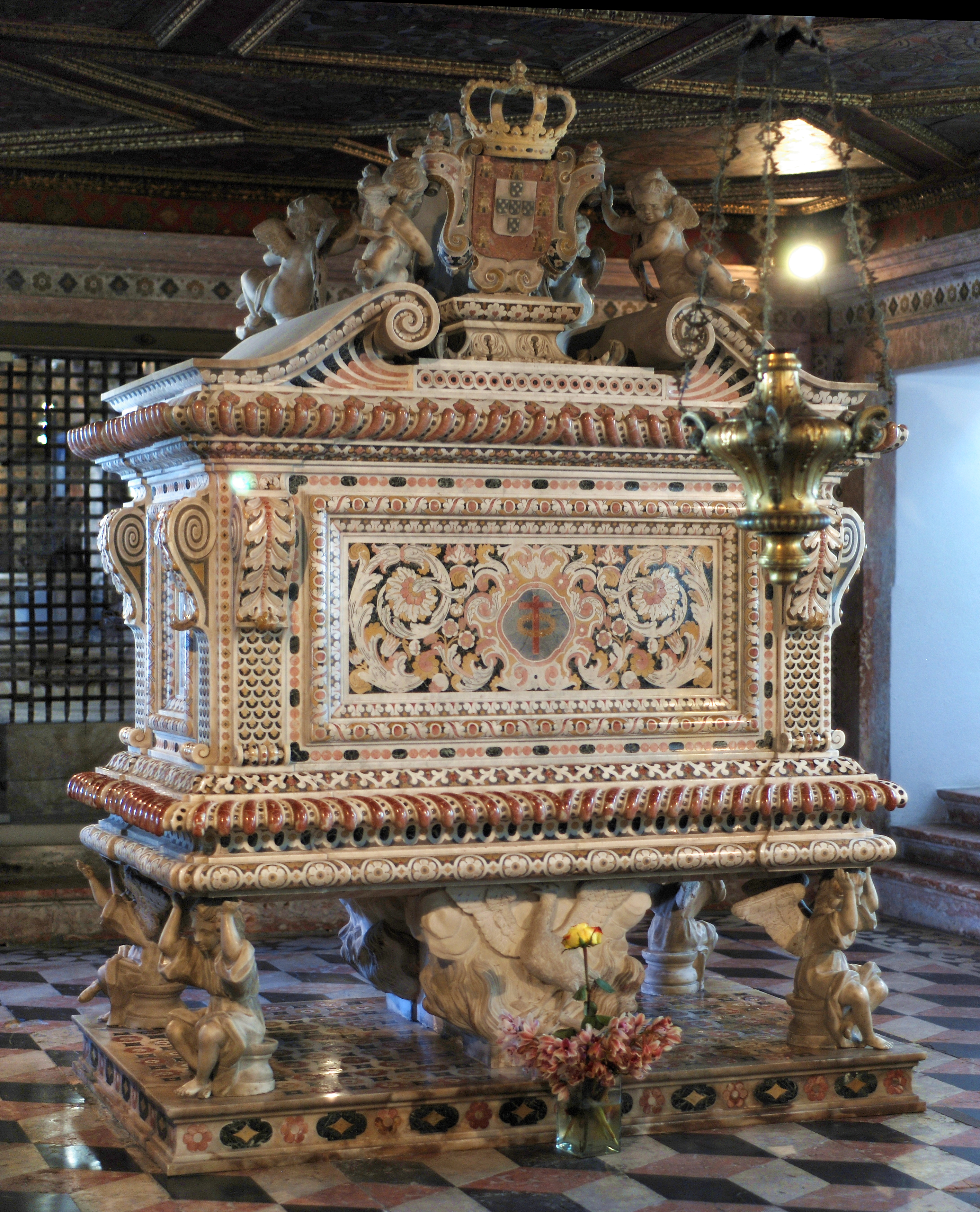
Grabmal der Princesa Santa Joana, spätes 17. Jahrhundert, im Mosteiro de Jesus, Aveiro (Portugal)

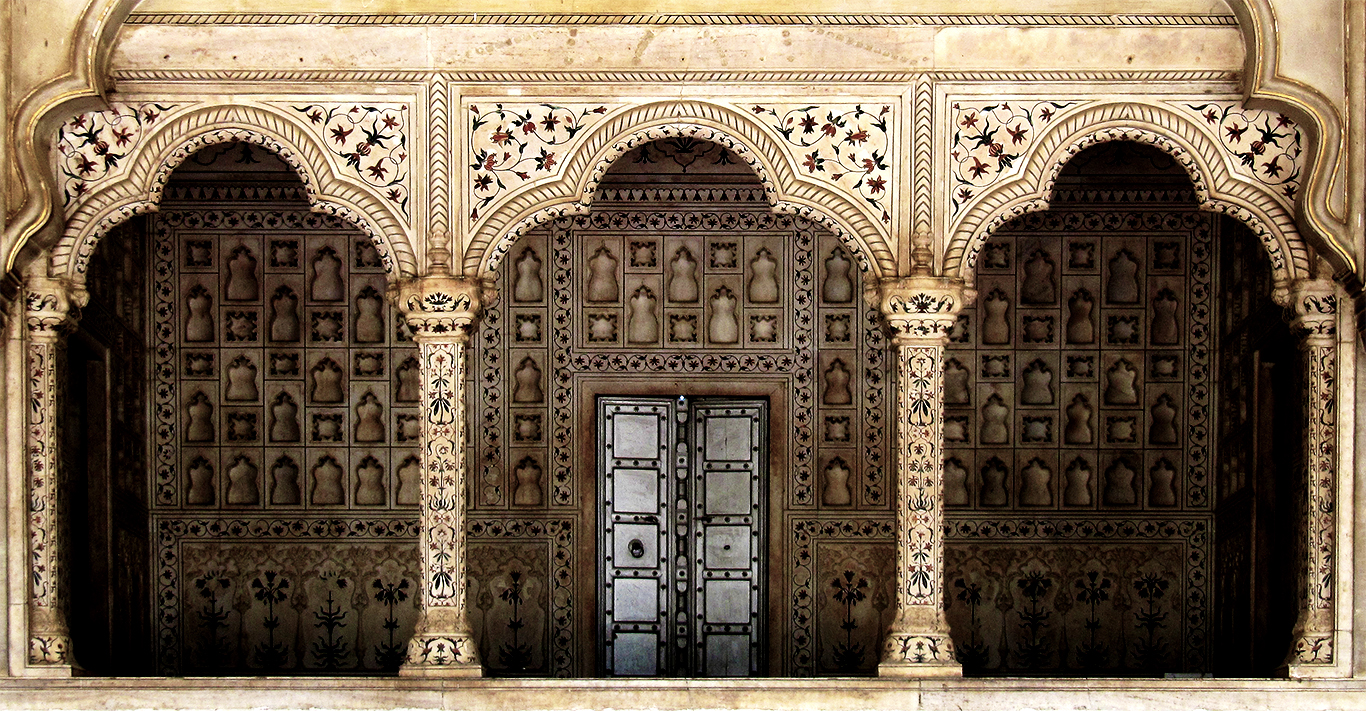
Balkon des Mogul-Kaisers am Diwan-i-Am, Fort Agra, Indien
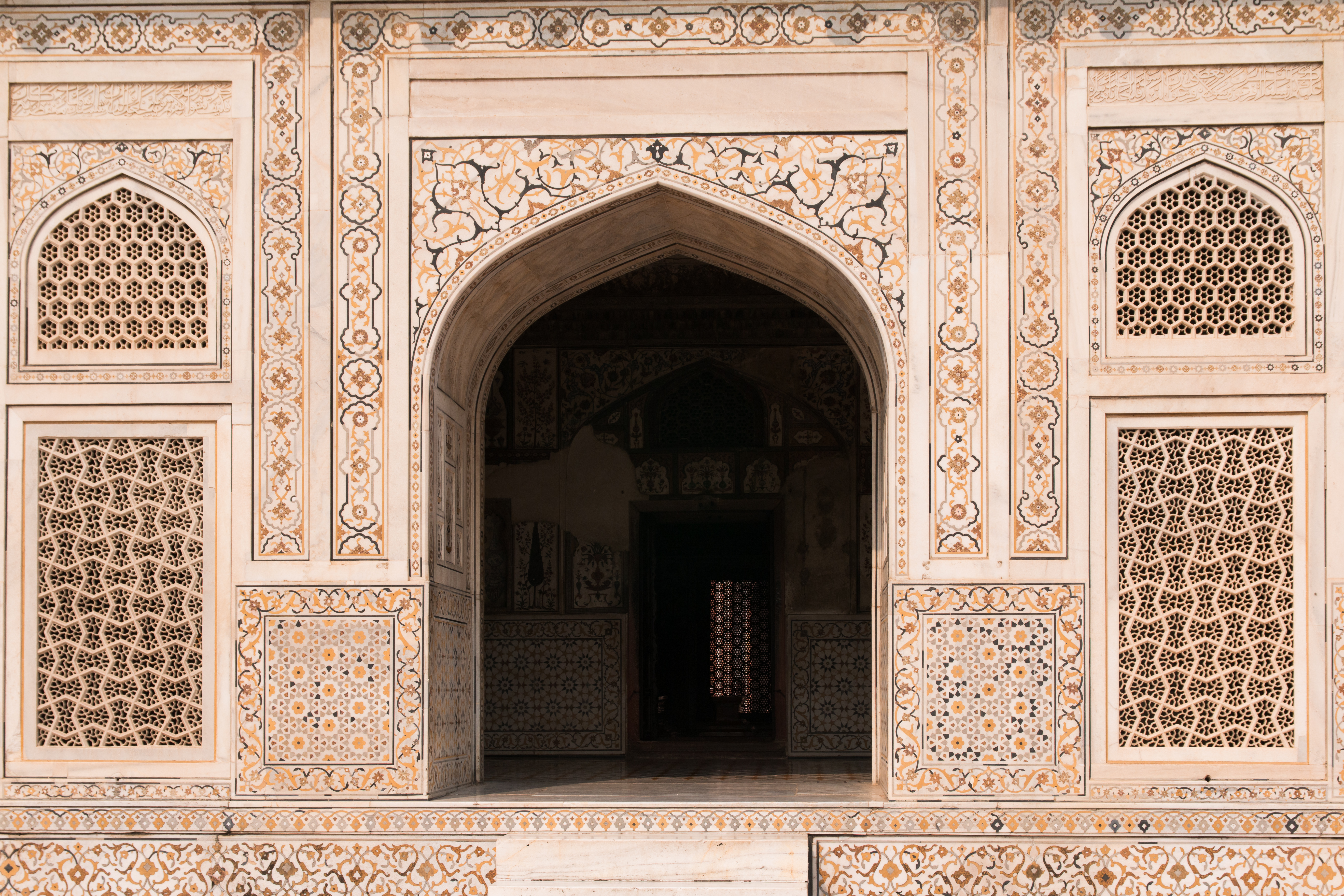
Südliches Tor am Itimad-ud-Daula-Mausoleum, Agra, Indien